# Tara June Winch
Tara June Winch (née le 2 décembre 1983) est une écrivaine australienne. Elle est la lauréate 2020 du Miles Franklin Award pour son livre La Récolte.

## Biographie
Tara June Winch est née à Wollongong, dans la Nouvelle-Galles du Sud en Australie, le 2 décembre 1983. Son père est originaire de la nation Wiradjuri, dans l'ouest de la Nouvelle-Galles du Sud, et elle a grandi dans la banlieue côtière de Woonona, dans la région de Wollongong. Elle explore souvent ces deux lieux géographiques dans sa fiction. Elle vit actuellement en France.
Son premier roman, Swallow the Air (2006), a remporté plusieurs prix littéraires australiens. Les juges du prix Sydney Morning Herald des meilleurs jeunes romanciers ont écrit que le livre « se distingue par sa grâce naturelle et son langage vif » et que « comme beaucoup de premiers livres, il traite de problèmes familiaux, du passage de l'enfance à l'âge adulte et d'entrée dans le monde. Mais il s'efforce aussi à relier ces expériences à des problèmes sociaux plus larges, mais jamais de manière didactique ».
L'accueil critique de son deuxième livre, After the Carnage (2016), a été positif. Une critique dans The Australian a déclaré que « Winch peut vous arracher et vous briser le cœur en quelques pages ».
Son dernier roman The Yield (2019) a été traduit en français sous le nom de La Récolte (2020), il a remporté sept prix littéraires nationaux australiens en 2020, dont le Prime Minister's Literary Award pour la fiction et le Miles Franklin Literary Award.

## Récompenses et nominations
- 2003 : Prix des jeunes écrivains de la Bibliothèque d'État du Queensland, deuxième place et prix d'encouragement Maureen Donahoe.
- 2004 : Queensland Premier's Literary Awards, David Unaipon Award pour les écrivains autochtones non publiés.
- 2006 : Prix littéraire du premier ministre de l'époque victorienne pour l'écriture autochtone.
- 2007 : Prix Dobbie.
- 2007 : New South Wales Premier's Literary Awards, UTS Award for New Writing.
- 2007 : The Sydney Morning Herald, Prix du meilleur jeune romancier australien.
- 2007 : Queensland Premier's Literary Awards : Sélectionnée[9].
- 2007 : The Age Book of the Year : Sélectionnée [9].
- 2008 : Littérature Lauréate de la Rolex Mentor and Protégé Arts Initiative. Wole Soyinka était son mentor pour cet événement[9].
- 2008 : nommée pour les Deadly Sounds Aboriginal and Torres Strait Islander Music, Sport, Entertainment and Community Awards – Outstanding Achievement in Literature.
- 2016 : Prix littéraires du premier ministre de l'époque victorienne – « Hautement recommandé ».
- 2017 : Prix littéraires du Premier ministre de Nouvelle-Galles du Sud Christina Stead Prize for Fiction - Sélectionnée[10].
- 2017 : Collection d'histoires courtes des Queensland Literary Awards - Sélectionnée.
- 2020 : Prix du premier ministre victorien pour la fiction - Sélectionnée pour La récolte[11].
- 2020 : Prix Stella – Sélectionnée pour La récolte[12].
- 2020 : Livre de l'année du premier ministre de la Nouvelle-Galles du Sud, prix Christina Stead pour la fiction et prix du public pour La récolte[13].
- 2020 : Miles Franklin Award – Gagné pour La récolte[14].
- 2020 : Queensland Literary Awards, Fiction Book Award - Sélectionnée pour La récolte[15].
- 2020 : Prix littéraire Voss – Gagné pour La récolte[16].
- 2020 : Prix littéraire du Premier ministre pour la fiction – Gagné pour La récolte[17].

### Livres
- Winch, Tara June, Swallow the Air, University of Queensland Press, 2006
- Winch, Tara June, After the Carnage, University of Queensland Press, 2016
- Winch, Tara June, The Yield, Hamish Hamilton, Penguin Books, 2019, traduit en français La Récolte, Gaïa, 2020

### Anthologies
- Winch, Tara June, Best Australian Stories, Black Inc, 2005, « Cloud Busting »
- Winch, Tara June, « from Swallow the Air », MANOA: A Pacific Journal of International Writing, University of Hawai'i, vol. 18,‎ 2006
- Winch, Tara June, Macquarie PEN Anthology of Aboriginal Literature, Allen & Unwin, 2008, « Cloud Busting »
- Winch, Tara June, « It's too Difficult to Explain », McSweeney's 41, McSweeney's Publishing,‎ 2012
- Winch, Tara June, Something Special, Something Rare: Outstanding Short Stories by Australian Women, Black Inc, 2015, « Cloud Busting »

### Essais et reportages
- Winch, Tara June, Summers Gone, 21-23 december 2007
- Winch, Tara June, « Mending a Broken Link », The Next Big Thing, Griffith Review,‎ 2007
- Winch, Tara June, « Bringing up bilingual bébé », Meanjin, vol. 73, no 1,‎ 2014, p. 12–14
- Winch, Tara June, « Author », Motherhood and Creativity, Affirm Press,‎ 2015, p. 25ff
- Winch, Tara June, Growing Up Aboriginal In Australia, Australia, Black Inc, 2018, 282ff (ISBN 9781863959810), « First, Second, Third, Fourth »

### Film
- Carriberrie (scénariste) Winch, Tara June (2018) [18]